# イラクの鉄道
イラクの鉄道では、イラクにおける鉄道について記す。

## 軌間
イラクの鉄道の軌間は標準軌である。（距離：2,272 km）

## 事業者
- イラク共和国鉄道（英語版）

## 隣接国との鉄道接続状況
- サウジアラビア - 接続なし
- クウェート - 接続なし
- シリア - 接続あり
- トルコ - 接続なし
- イラン - 接続なし
- ヨルダン - 接続なし

## 関連項目

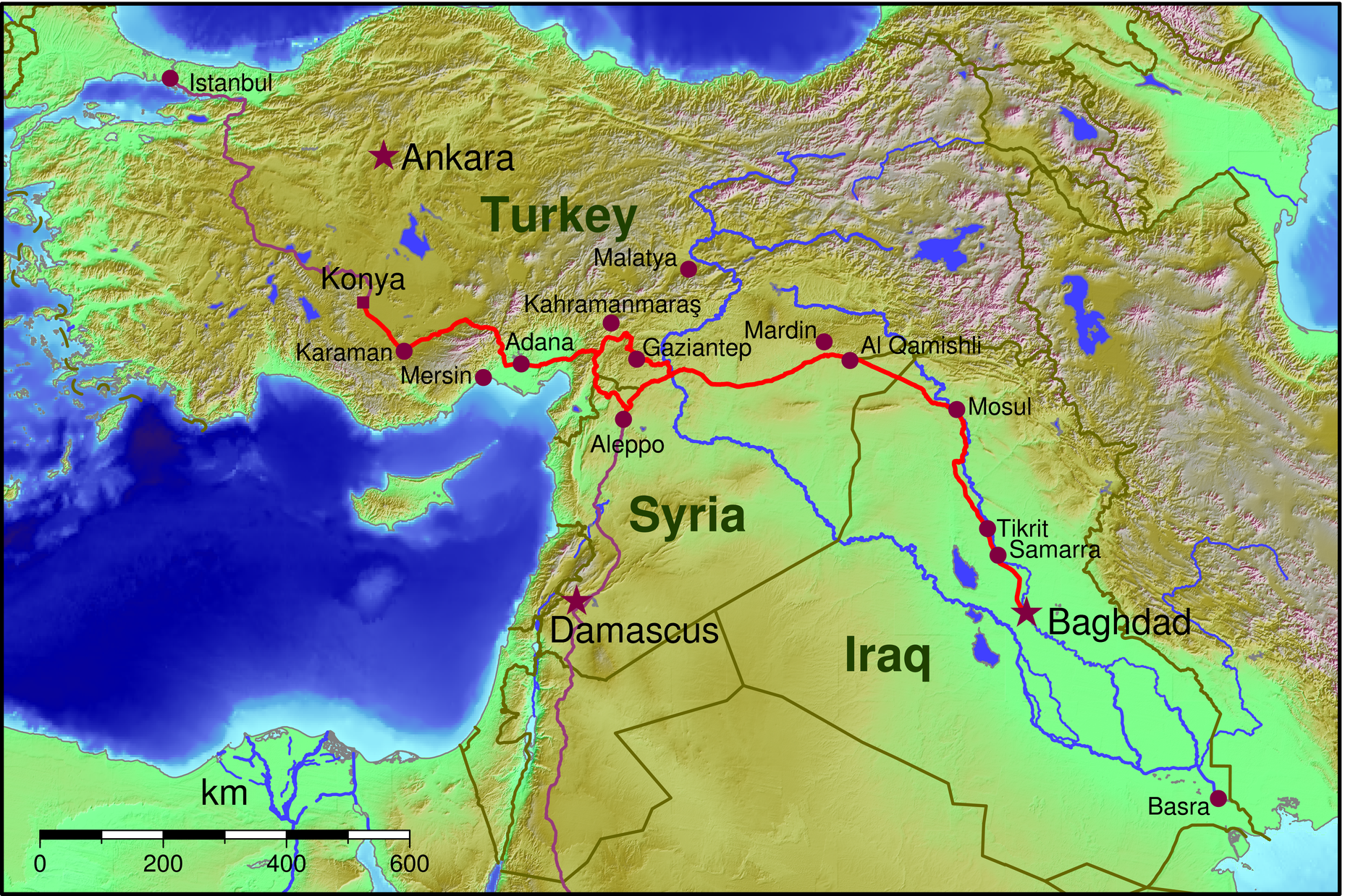
バグダード鉄道路線図